# Urs Hess

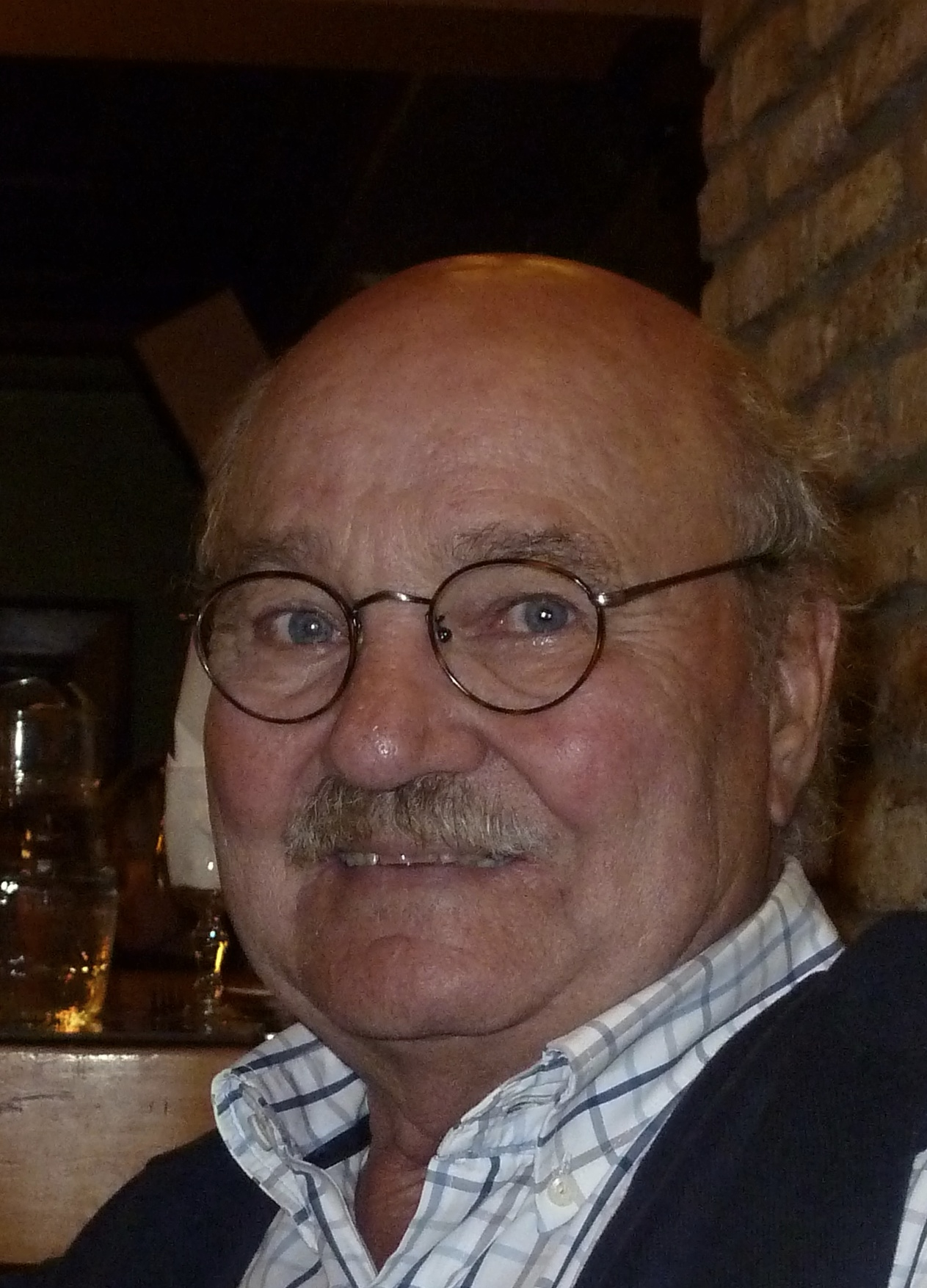
Urs Hess (2011)

Urs Hess (* 30. April 1940 in Berlin; † 27. Mai 2013 in Münsingen; Bürger von Wald und Zürich) war ein Schweizer Kinderdarsteller im Film der 1950er Jahre und ein Arzt.

## Leben
Urs Hess war der zweite Sohn des Schweizer Filmschauspielers Emil Hess (1889–1945) und dessen deutscher Ehefrau Elisabeth Ellinghaus. Bis gegen Ende des Zweiten Weltkrieges lebte er mit seinen Eltern, den beiden Brüdern Wolfgang (1937–2016), später einem bekannten Synchronsprecher, und Migg Hess, sowie der Halbschwester Ruth Bussmann in Berlin. Dann evakuierte man die Familie nach Leutasch im Tirol. In den letzten Kriegstagen kamen sie in die Schweiz. Urs war knapp fünfjährig, als sein Vater direkt nach der Ankunft in Zürich an einem Infekt starb.
Die vaterlose Familie nahm Wohnsitz im Universitätsquartier in Zürich, in der Umgebung von anderen emigrierten, deutschsprachigen Schauspielern, welche an der einzigen noch freien Bühne Europas eine Plattform gefunden hatten. Die Mutter übernahm später das  Hotel „Mon Repos“ an der Universitätstrasse, wo Schauspieler und Studenten ein und aus gingen. In dieser Zeit trat Urs Hess in die Fussstapfen des Vaters und wurde Jugendschauspieler. Er trat teilweise mit seinem Bruder Migg zusammen in Filmen auf mit Romy Schneider: Robinson soll nicht sterben, Therese Giehse: Vater braucht eine Frau, Liselotte Pulver: Hab’ Sonne im Herzen. Er spielte im Schauspielhaus Zürich den Tell-Bub und trat unter anderem zusammen mit Ernst Ginsberg auf. Nach der Schulausbildung im Literargymnasium und der Matura im Jahr 1960 studierte er an der Universität in Zürich Medizin. 1968 bestand er das Eidgenössische und das Amerikanische Staatsexamen der Medizin. Anschliessend forschte er in Zürich auf dem Gebiet der experimentellen Medizin und der Parasiten-Immunologie.
Nach einem wissenschaftlichen Einsatz 1976 in Moshi/Tansania am Fusse des Kilimandscharo, unterstützt vom Schweizerischen Nationalfond, entschied er sich für eine längerfristige Anstellung. Dort konnte er seine Fähigkeiten als Pionier und Tüftler voll einsetzen und seine unabhängige Denkweise unter Beweis stellen. Mit Unterstützung der Schweizer Entwicklungshilfe errichtete er ein immunologisches Labor zur Diagnose der Parasiten-Erkrankungen, der Tuberkulose und der neu entdeckten AIDS-Infektion. Daneben leitete er Feldprojekte im Kampf gegen Malaria und Bilharziose. 1978 heiratete er in Moshi seine langjährige Mitarbeiterin Annelies Fröhlich. 1979 wurde seine Tochter Simone, 1982 sein Sohn Andreas in Moshi geboren. 1989 kehrte die Familie in die Schweiz zurück. Von Zürich pendelte er zu seiner neuen Stelle am Bundesamt für Gesundheit in Bern, wo er für die immunbiologischen Erzeugnisse verantwortlich war. Die Familie verlegte den Wohnsitz nach Münsingen im Kanton Bern, wo die Kinder die Berufsausbildung abschlossen.
Urs Hess erlangte zwei Facharzttitel: FAMH für Labormedizin. und FMH für Pharmazeutische Medizin 2005 wurde er pensioniert.
Im November 2012 erkrankte Urs Hess. Er starb am 27. Mai 2013 zu Hause im Alter von 73 Jahren in Münsingen, betreut von seiner Familie. Sein Grab befindet sich auf dem Friedhof Münsingen.

## Filmografie
- 1950: Der Geist von Allenwil (Regie: Max Haufler)
- 1952: Vater braucht eine Frau (Regie: Harald Braun)
- 1953: Hab’ Sonne im Herzen (Regie: Erich Waschneck)
- 1956: S’Waisechind vo Engelberg (Regie: Hermann Kugelstadt)
- 1957: Robinson soll nicht sterben (Regie: Josef von Báky)

## Publikationen
- Komplementbindungsreaktion in C1-verarmten Meerschweinchenserum. Dissertation. Medizinische Fakultät der Universität Zürich, 1973.
- mit J. Eckert: Immundiagnose der Echinokokkose und der Alveokokkose. In: Schweizerische Rundschau für Medizin. Nr. 50, 1974.
- mit A. Fröhlich: Immunfluoreszenzoptischer Erregernachweis in fixierten Stuhlproben von Patienten mit intestinaler Amoebiasis. In: Tropenmedizin und Parasitologie. Heft 3, 1979.
- mit A. Fröhlich: Immunofluorescent diagnosis of Entamoeba histolytica trophocoites in preserved stool specimens of patients (author's transl). In: Tropenmed Parasitol. 30(3), Sep 1979, S. 301–307.
- Mumpsimpfstoffe: Impfversager aus immunologischer Sicht. In: Soz. Präventivmed. 40, 1995.